# Переведи меня через майдан
Переведи меня через майдан (укр. Переведіть мене через майдан) — лирическая песня, написанная композитором Сергеем Никитиным на перевод Юнны Мориц стихотворения Виталия Коротича.

## История создания
Текст песни «Переведи меня через майдан» написан в 1981 году будущим редактором журнала «Огонёк», поэтом Виталием Коротичем на украинском языке. По некоторым сведениям, создание песни связано с гибелью двенадцатилетнего сына поэта в 1971 году. Первоначально стихотворение называлось просто «Майдан» с подзаголовком «Останнє прохання старого лірника» («Последняя просьба старого лирника»). Его прочитала поэтесса Юнна Мориц и выполнила художественный перевод на русский язык, а известный композитор и исполнитель Сергей Никитин положил стихотворение на музыку. Так родилась песня, известная нам в первую очередь в исполнении Татьяны и Сергея Никитиных.

## Сюжет
Слепой лирник (бродячий певец, играющий на колёсной лире) идёт по майдану (немощёной деревенской площади), где он может случайно встретиться со своей прежней любовью, матерью своего сына, от которой он ушёл, когда ослеп. Он покинул её из-за собственного убожества, но продолжает любить. Он боится случайно встретиться и с сыном, который теперь тоже стал бродячим певцом («співає на майдані»). Украинская писательница Ольга Чигиринская пишет: «Майдан — деревенская площадь, как минимум с одной стороны ограниченная не домами, а полем. Лирник хочет умереть на поле, в тишине, где пчёлы „в гречке стонут глухо“ — но он слепой и не знает, что пока он был незрячим, городок вырос в город, поле застроили, и ему некуда идти. Вот в чём трагизм концовки — раньше лирник мог уйти в поле, в тишину, а теперь ему некуда идти даже чтобы умереть, и нет никого, кто отозвался бы на его просьбу — он идёт через площадь один, и люди вокруг даже не замечают слепого». В финале стихотворения лирник умирает прямо на площади.

## Отличия перевода от оригинала
По мнению критики, перевод получился метафорически и фонетически красивее оригинала, но в смысловом отношении уступает последнему. Перевод не передаёт всей глубины человеческой трагедии. В нём много поэтизмов и красивых образов, но из него не совсем понятна драматургия: зачем лирник просит перевести его через площадь, какие отношения связывают его с брошенной женщиной. В оригинале лирник продолжает любить её «незабутою любовью», а в переводе их отношения напоминают незначимый курортный роман. Кроме того, украинское слово «переведіть» («переведите») заменено на «переведи», что также искажает смысл — в оригинале персонаж не обращается к конкретному человеку, а произносит обезличенную просьбу: «переведите меня через площадь». Тем не менее критики сходятся во мнении, что оба текста обладают самостоятельной ценностью.

## Исполнители
- Татьяна и Сергей Никитины[2]
- ВИА «Ариэль»[3]
- Галина Беседина[4]
- Николай Носков[5]
- Наталья Рожкова
- Александр Малинин[6]
- Александр Пушной[7]
- Электрические партизаны[8]

## Пародии и вариации
В 1988 году команда КВН ДГУ выступала с номером «Переведи меня на хозрасчёт», переделанной из песни Никитина — Коротича.
В 2004 году, когда на Украине началась «Оранжевая революция» и на Майдане Незалежности (Площади Независимости в Киеве) около двух месяцев проходил непрерывный митинг, слово «майдан» приобрело политическое значение. Тогда же песня на стихи В. Коротича — Ю. Мориц стала востребована широкими массами. Возникла пародия, смысл которой сводился к следующему: стоит перейти через Майдан и будет всем счастье и благополучие. На текст пародии был создан популярный клип: парень и девушка идут через запруженный народом Майдан Незалежности, где в это время проходит митинг — и каждый участник исполняет сольную партию, начинающуюся со слов «Переведи меня через Майдан», выдвигая очередной довод в пользу перехода страны на новый путь развития.
В 2014 году в связи с событиями «Второго Майдана», аннексией Крыма Российской Федерацией и с вооружённым конфликтом на востоке Украины к образу бродячего лирника обратилась российская поэтесса Лариса Шушунова. Сохранив сюжетно-образную связь с оригиналом Коротича и стиль Юнны Мориц, она внесла в эту тему новый смысл — политический и философский.
Есть стихотворение и песня с таким названием и у Александра Городницкого.
В 2017 году Александр Пушной записал метал-версию исполнения данной песни на русском языке, которая в 2021 вошла в его альбом «Каверы Пушного».